# Сарбево (Мазовецьке воєводство)
Сарбево (пол. Sarbiewo) — село в Польщі, у гміні Бабошево Плонського повіту Мазовецького воєводства.
Населення — 182 особи (2011).
У 1975-1998 роках село належало до Цехановського воєводства.

## Демографія
Демографічна структура станом на 31 березня 2011 року:
|          | Загалом | Допрацездатний вік | Працездатний вік | Постпрацездатний вік |
| -------- | ------- | ------------------ | ---------------- | -------------------- |
| Чоловіки | 85      | 22                 | 55               | 8                    |
| Жінки    | 97      | 22                 | 56               | 19                   |
| Разом    | 182     | 44                 | 111              | 27                   |